# Stora Harrträsket
Stora Harrträsket är en sjö i Sorsele kommun i Lappland och ingår i Umeälvens huvudavrinningsområde. Sjön har en area på 1,18 kvadratkilometer och ligger 493,9 meter över havet. Sjön avvattnas av vattendraget Harrträskbäcken.

## Delavrinningsområde
Stora Harrträsket ingår i det delavrinningsområde (725737-156889) som SMHI kallar för Utloppet av Stora Harrträsket. Medelhöjden är 541 meter över havet och ytan är 11,54 kvadratkilometer. Det finns inga avrinningsområden uppströms utan avrinningsområdet är högsta punkten. Harrträskbäcken som avvattnar avrinningsområdet har biflödesordning 4, vilket innebär att vattnet flödar genom totalt 4 vattendrag innan det når havet efter 328 kilometer. Avrinningsområdet består mestadels av skog (81 procent). Avrinningsområdet har 1,18 kvadratkilometer vattenytor vilket ger det en sjöprocent på 10,2 procent.